# Compsocryptus tricinctus
Compsocryptus tricinctus là một loài tò vò trong họ Ichneumonidae.